# Dorénaz
Dorénaz is een gemeente en plaats in het Zwitserse kanton Wallis, en maakt deel uit van het district Saint-Maurice.
Dorénaz telt 834 inwoners.